# خافيير هرنانديز (ملاكم كيك بوكسينغ)
خافيير هرنانديز (بالإسبانية: Javier Hernandez)‏ هو ملاكم كيك بوكسينغ إسباني، ولد في 2 نوفمبر 1989 في إسبانيا.